# Heaven Up Here
Heaven Up Here -en español: El cielo aquí arriba- es el segundo álbum de estudio de la banda británica de post-punk Echo & the Bunnymen, publicado el 30 de mayo de 1981 a través del sello discográfico Korova. 
En junio de 1981, se convirtió en el primer disco de Echo & the Bunnymen en entrar en el top 10 de la lista británica de ventas. También fue el primero en entrar en la lista de ventas de Estados Unidos, donde se posicionó en el número 184 del Billboard 200. De Heaven Up Here se extrajeron los sencillos «A Promise» y «Over the Wall».
El disco se grabó en los estudios Rockfield situados cerca de Monmouth en Gales y la producción corrió a cargo de Hugh Jones, junto a la banda. Recibió, en general, una buena aceptación por parte del público y la crítica en Estados Unidos y ganó dos premios NME Awards en 1981; mejor álbum y mejor diseño. Además, aparece en la lista elaborada por la revista Rolling Stone de los 500 mejores álbumes de todos los tiempos en el puesto 471.

## Antecedentes y grabación
Después del interés suscitado por el álbum debut de Echo & the Bunnymen, Crocodiles, por parte del público y la prensa, publicaron el EP Shine So Hard para intentar mantener el perfil alto. Poco después comenzaron a trabajar en su segundo disco, Heaven Up Here. Debido a diferencias musicales entre la banda y los productores de Crocodiles (Bill Drummond y David Balfe) contrataron a Hugh Jones para la producción del nuevo trabajo. Jones había trabajado como ingeniero de sonido en Crocodiles y coprodujo Shine So Hard junto a Drummond. Jones también produjo posteriormente el álbum de 2005 Siberia. Junto a Jones, se acreditó también a la banda como productores adicionales. El disco se grabó en los estudios Rockfield situados cerca de Monmouth en Gales durante marzo de 1981.
En las notas del libreto de la versión remasterizada de 2003, el cantante Ian McCulloch comentó que durante todo el proceso tenía en la cabeza la canción «What Goes On» de la banda de rock estadounidense The Velvet Underground. También afirmó que la intención de la banda era grabar un álbum de música soul. El bajista Les Pattinson dijo en estas mismas notas que la banda holgazaneaba a menudo y que por ello se obligaron a trabajar más, contratando un sitio en The Ministry de Liverpool para ensayar. Dijo que esto les hacía trabajar más duro y desarrollar un «lenguaje» en su ritmo. Según el guitarrista Will Sergeant, McCulloch considera que Heaven Up Here es de Sergeant porque estuvo mandón y controlador durante el proceso de grabación.

## Contenido

### Música
En 1981, la revista especializada NME describió el disco como más oscuro y pasional que Crocodiles (1980). El Record Mirror también comentó que la banda cantaba al abatimiento y que estaban entregados a la tristeza existencial. Siguieron diciendo que el disco ofrecía «una anatomía de melancolía, resplandeciente con el glamour de la condena». Melody Maker parecía discrepar cuando comentó en 1981 que «The Bunnymen siguen tocando música majestuosa y eficiente que brillará a través de los oscuros días que nos esperan». En el libro de 2002, Turquoise Days: The Weird World of Echo & the Bunnymen, el autor Chris Adams comentó que en 1995 McCulloch había dicho: «Ese agudo filón [del álbum] sigue ahí». En relación con su estilo musical, McCulloch dijo en 1980:

Siempre digo que somos una banda de rock. Porque me siento orgulloso de eso. Me gusta la música rock[...] Prefiero ser bueno o genial dentro de ese formato básico[...] Simplemente prefiero las canciones sencillas.

El periodista musical británico Simon Reynolds, en su libro de 2005 Rip It Up and Start Again: Post Punk 1978–1984, describe el sonido de Heaven Up Here diciendo que contiene rellenos de «guitarras overdubbed, destellos de teclados, voces multipista y vapores atmosféricos». Comparando Heaven Up Here con el disco de Joy Division de 1980 Closer, Reynolds dice que se «escarifican con las mismas cosas[...] hipocresía, desconfianza, traición, potencial perdido o congelado». Sin embargo, dijo que «Closer muestra a un Ian Curtis fascinado mortalmente con sus propias visiones de pavor, mientras que Heaven Up Here, en última instancia se encara hacia la luz» con canciones como «No Dark Things», de la que dice que está renunciando a la «expresión de deseo de la muerte» y «All I Want», que describe como «una explosión de celebración de deseo por mero deseo» y «puro júbilo intransitivo».

### Portada
La fotografía usada en la portada y contraportada del disco es obra del fotógrafo Brian Griffin. La imagen, tomada en un día libre de las sesiones de grabación, muestra a la banda en una playa del sur de Gales; hay nubes oscuras en el cielo y el sol está bajo en el horizonte causando que las siluetas de los miembros de la banda aparezcan recortadas. El diseño original de la portada es diseño de Martyn Atkins, y recibió el premio NME Awards de 1981 a «Best Dressed LP» (mejor diseño de LP). Reynolds dijo que Drummond, el mánager de la banda, les veía como representantes de «el frío, la humedad, la oscuridad».
La portada original se mantuvo para la reedición de 2003, a pesar de que la diseñadora gráfica Rachel Gutek, de la compañía de diseño guppyart, la cambió ligeramente. En esta edición se incluye un libreto expandido escrito por el crítico musical Max Bell. En dicho libreto aparecen fotografías acreditadas a Sergeant y Pattinson.

## Recepción
Heaven Up Here recibió generalmente buenas críticas de la prensa musical. En una entrevista de la banda en 1982 para la revista NME, el periodista Barney Hoskins describió el disco como «una de las expresiones más altas de rock que se recuerda». Reseñas posteriores también han tratado bien al álbum: el crítico de Allmusic Aaron Warshaw dijo que McCulloch «canta con desenfreno y pasión a lo largo del disco» y que la guitarra de Sergeant estaba «en su mejor momento». No obstante, no todas las críticas fueron positivas: Robert Christgau, quien otorgó una C al disco, comentó que no mostraba «ninguna animadversión contra los aullidos sin tonalidad, pero que los aullidos psicodélicos sin tonalidad son otra cuestión». En su libro de 1999, From the Shores of Lake Placid and Other Stories, el mánager de la banda Bill Drummond dijo que «el álbum es gris y soso. Las canciones no están maduras, el sonido es uniformemente gris».
Heaven Up Here vendió bien en el Reino Unido, permaneciendo en el UK Albums Chart un total de dieciséis semanas y llegando al puesto número diez en junio de 1981. Además, fue el primer disco de Echo & the Bunnymen en entrar en la lista Billboard 200 estadounidenses, en el puesto 184.
En 2003, el disco se posicionó en el puesto 471 de la lista elaborada por la revista Rolling Stone de los 500 mejores álbumes de todos los tiempos. NME lo ha situado en el puesto número 39 de su lista de los 50 mejores discos de los años 1980 y en el 51 de su lista de los mejores álbumes de todos los tiempos. También recibió el premio NME' a mejor disco de 1981. Después, Reynolds describió el premio como «esencialmente una protesta antipop por porte de la silenciosa mayoría post-punk».

## Lanzamientos
En un principio el disco se publicó en formato LP a través de la compañía discográfica Korova en el Reino Unido el 30 de mayo de 1981. Posteriormente, Sire Records lo publicó el 24 de junio de 1981 en Estados Unidos. En el resto del mundo se publicó a través de Korova, pero con diferente número de catálogo. La primera cara contiene cinco pistas y la segunda seis; en CD se publicó por primera vez el 16 de mayo de 1988.
En 2003, el disco se remasterizó y reeditó junto a sus cinco primeros discos, y contiene cinco pistas adicionales; esta reedición es conocida como la edición 25º aniversario.

## Lista de canciones
Todas las canciones escritas y compuestas por Will Sergeant, Ian McCulloch, Les Pattinson y Pete de Freitas. 
| Cara 1 |                     |          |  |
| N.º    | Título              | Duración |  |
| 1.     | «Show of Strength»  | 4:50     |  |
| 2.     | «With a Hip»        | 3:16     |  |
| 3.     | «Over the Wall»     | 5:59     |  |
| 4.     | «It Was a Pleasure» | 3:12     |  |
| 5.     | «A Promise»         | 4:08     |  |

| Cara 2 |                          |          |  |
| N.º    | Título                   | Duración |  |
| 6.     | «Heaven Up Here»         | 3:45     |  |
| 7.     | «The Disease»            | 2:28     |  |
| 8.     | «All My Colours (Zimbo)» | 4:06     |  |
| 9.     | «No Dark Things»         | 4:27     |  |
| 10.    | «Turquoise Days»         | 3:51     |  |
| 11.    | «All I Want»             | 4:09     |  |

| Pistas adiciones remasterización 2003 |                                     |          |  |
| N.º                                   | Título                              | Duración |  |
| 12.                                   | «Broke My Neck» (versión extendida) | 7:22     |  |
| 13.                                   | «Show of Strength» (en directo)     | 4:41     |  |
| 14.                                   | «The Disease» (en directo)          | 1:53     |  |
| 15.                                   | «All I Want» (en directo)           | 3:09     |  |
| 16.                                   | «Zimbo» (en directo)                | 3:52     |  |

## Personal
| Echo & The Bunnymen - Will Sergeant – guitarra líder - Ian McCulloch – voz, guitarra rítmica - Les Pattinson – bajo - Pete de Freitas – batería Músicos adicionales - Leslie Penny – instrumentos de viento-madera | Producción - Hugh Jones – productor, ingeniero de sonido - Echo & the Bunnymen – productores - Martyn Atkins – diseño - Brian Griffin – fotografía - Andy Zax – producción (reedición) - Bill Inglot – producción (reedición), remasterización - Dan Hersch – remasterización - Claes Naeb – ingeniería en «Broke My Neck» (versión extendida) - Rachel Gutek – diseño (reedición) |